# Playa de La Conchiquina
La playa de La Conchiquina se encuentra en el concejo asturiano de Cudillero y pertenece a la localidad española de Aroncés. La playa tiene forma de concha, una longitud de unos 100 m y una anchura media de unos 20 m.
Sus accesos son muy difíciles teniendo que deslizarse por los acantilados, bastante verticales.
Para acceder a esta playa hay que localizar previamente los núcleos urbanos principales de donde salen los accesos. Los núcleos de población más cercanos son Cudillero y Villademar. Para llegar hay dos accesos: el primero, más confortable y fácil y parte de un camino que va a Aguilar desde el pueblo de «Aroncés» y que se inicia antes de la primera curva del camino de bajada hacia el mirador. Después de atravesar un bosquecillo y unos prados se llega a un saliente en voladizo que es el lugar donde empieza la gran bajada a la playa, camino que está totalmente lleno de maleza.
Hay otro acceso que, si el anterior era poco recomendable, este lo es menos aún. Comienza desde la zona denominada «La Atalaya» y hay que desviarse a la derecha entrando en Cudillero donde hay que preguntar. Existe un camping próximo en la zona de «El Pitu». La playa no tiene ningún servicio y se insiste en que no es recomendable iniciar la bajada por lo peligrosas que son y lo tupida que es la vegetación que hay en la bajada prácticamente todo el año.